# Hélio Castroneves
Hélio Castroneves (Ribeirão Preto, Brazil, 10. svibnja, 1975.) je brazilski vozač automobilističkih utrka. Trenutno se natječe u IndyCar prvenstvu za momčad Penske.

## Rezultati u CART-u
| Sezona | Momčad              | Šasija      | Motor     | Utrke | Pobjede | Podiji | Bodovi | Plasman |
| ------ | ------------------- | ----------- | --------- | ----- | ------- | ------ | ------ | ------- |
| 1998.  | Bettenhausen Racing | Reynard 98i | Mercedes  | 19    | 0       | 1      | 36     | 17.     |
| 1999.  | Hogan Racing        | Lola B99/00 | Mercedes  | 20    | 0       | 1      | 48     | 15.     |
| 2000.  | Team Penske         | Reynard 2KI | Honda HRK | 20    | 3       | 4      | 129    | 7.      |
| 2001.  | Team Penske         | Reynard 01i | Honda     | 20    | 3       | 4      | 141    | 4.      |

## Rezultati u IRL-u / IndyCaru
| Sezona | Momčad               | Šasija       | Motor      | Utrke | Pobjede | Podiji | Bodovi | Plasman |
| ------ | -------------------- | ------------ | ---------- | ----- | ------- | ------ | ------ | ------- |
| 2001.  | Marlboro Team Penske | Dallara      | Oldsmobile | 2     | 1       | 1      | 64     | 24.     |
| 2002.  | Marlboro Team Penske | Dallara      | Chevrolet  | 15    | 2       | 7      | 511    | 2.      |
| 2003.  | Marlboro Team Penske | Dallara      | Toyota     | 16    | 2       | 8      | 484    | 3.      |
| 2004.  | Marlboro Team Penske | Dallara      | Toyota     | 16    | 1       | 5      | 446    | 4.      |
| 2005.  | Marlboro Team Penske | Dallara      | Toyota     | 17    | 1       | 3      | 440    | 6.      |
| 2006.  | Marlboro Team Penske | Dallara      | Honda      | 14    | 4       | 5      | 473    | 3.      |
| 2007.  | Team Penske          | Dallara      | Honda      | 17    | 1       | 5      | 446    | 6.      |
| 2008.  | Team Penske          | Dallara      | Honda      | 18    | 2       | 11     | 629    | 2.      |
| 2009.  | Penske Racing        | Dallara      | Honda      | 17    | 2       | 4      | 433    | 4.      |
| 2010.  | Team Penske          | Dallara      | Honda      | 17    | 3       | 5      | 531    | 4.      |
| 2011.  | Team Penske          | Dallara      | Honda      | 17    | 0       | 2      | 312    | 11.     |
| 2012.  | Team Penske          | Dallara DW12 | Chevrolet  | 15    | 2       | 3      | 431    | 4.      |
| 2013.  | Team Penske          | Dallara DW12 | Chevrolet  | 19    | 1       | 5      | 550    | 2.      |
| 2014.  | Team Penske          | Dallara DW12 | Chevrolet  | 18    | 1       | 6      | 609    | 2.      |
| 2015.  | Team Penske          | Dallara DW12 | Chevrolet  | 17    | 0       | 5      | 453    | 5.      |
| 2016.  | Team Penske          | Dallara DW12 | Chevrolet  | 17    | 0       | 4      | 504    | 3.      |
| 2017.  | Team Penske          | Dallara DW12 | Chevrolet  |       |         |        |        |         |

## Indianapolis 500
| Godina | Momčad      | Šasija  | Motor      | Grid | Poredak |
| ------ | ----------- | ------- | ---------- | ---- | ------- |
| 2001.  | Team Penske | Dallara | Oldsmobile | 11.  | 1.      |
| 2002.  | Team Penske | Dallara | Chevrolet  | 13.  | 1.      |
| 2003.  | Team Penske | Dallara | Toyota     | 1.   | 2.      |
| 2004.  | Team Penske | Dallara | Toyota     | 8.   | 9.      |
| 2005.  | Team Penske | Dallara | Toyota     | 5.   | 9.      |
| 2006.  | Team Penske | Dallara | Honda      | 2.   | Odustao |
| 2007.  | Team Penske | Dallara | Honda      | 1.   | 3.      |
| 2008.  | Team Penske | Dallara | Honda      | 4.   | 4.      |
| 2009.  | Team Penske | Dallara | Honda      | 1.   | 1.      |
| 2010.  | Team Penske | Dallara | Honda      | 1.   | 10.     |
| 2011.  | Team Penske | Dallara | Honda      | 16.  | 17.     |
| 2012.  | Team Penske | Dallara | Chevrolet  | 6.   | 10.     |
| 2013.  | Team Penske | Dallara | Chevrolet  | 8.   | 6.      |
| 2014.  | Team Penske | Dallara | Chevrolet  | 4.   | 2.      |
| 2015.  | Team Penske | Dallara | Chevrolet  | 5.   | 7.      |
| 2016.  | Team Penske | Dallara | Chevrolet  | 9.   | 11.     |

## Vanjske poveznice
- IndyCar - Helio Castroneves
- Helio Castroneves na racing-reference.info